# حشره‌خوار دورنگ
 حشره‌خوار دورنگ (نام علمی: Crocidura leucodon) نام یک گونه از سرده حشره‌خوارهای دندان‌سفید است.